# Адвентиція

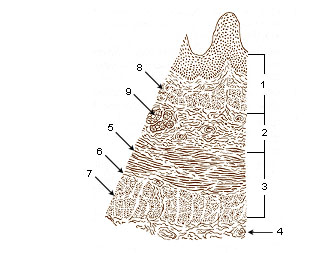
Шари стінки стравоходу. Адвентиція позначена цифрою 4

Адвентиція, адвентиційний шар (лат. adventitia, від adventicius — зовнішній) — зовнішня оболонка органа, утворена в основному сполучною тканиною.
В адвентиціі артерій і вен проходять кровоносні судини, що живлять стінку — «судини судин» (лат. vasa vasorum). Адвентіція вен і артеріол дещо товща, ніж адвентіція артерій. Деякі автори називають адвентіцією сполучнотканинні клітини, що оточують капіляри.
Адвентицією називають також зовнішній шар окістя і зовнішню оболонку сполучної тканини порожнистих органів людини, не покритих мезотелієм (глотка, більша частина стравоходу, частина дванадцятипалої кишки тощо).